# Municipio de Playa Vicente
El municipio de Playa Vicente es un Municipio perteneciente a la Región Papaloapan del estado de Veracruz, México. Su cabecera es la localidad de Playa Vicente. Conocido como La Joya Escondida del Papaloapan, es poseedora de una amplia actividad ganadera y agrícola y es además uno de los municipios más representativos de la Cuenca del Papaloapan.

## Límites
El municipio se localiza en las coordenadas 17°50′N 95°49′O / 17.833, -95.817.
Posee una extensión de 1196.589 km², que representa el 2.36% del total estatal y cuenta como límites al:
- Norte: Los municipios de Isla y José Azueta.
- Sur: El municipio de Santiago Sochiapan y el estado de Oaxaca.
- Este: Los municipios de Juan Rodríguez Clara y San Juan Evangelista.
- Oeste: El estado de Oaxaca.

## Orografía
El municipio se encuentra ubicado en un área de transición que va de la Sierra Oriental a la llanura aluvial.

## Hidrografía
Se encuentra regado por los ríos La Lana y Tesechoacán, a su vez al interior del municipio existen distintos caudales o corrientes, conocidas como arroyos, entre los principales, el Sochiapa que atraviesa gran parte del municipio desde las localidades de Santa Teresa (en el municipio de Santiago Sochiapan) pasando por Úrsulo Galván (La primavera) hasta llegar a la localidad de Guadalupe Victoria, en los límites de San Juan Evangelista.

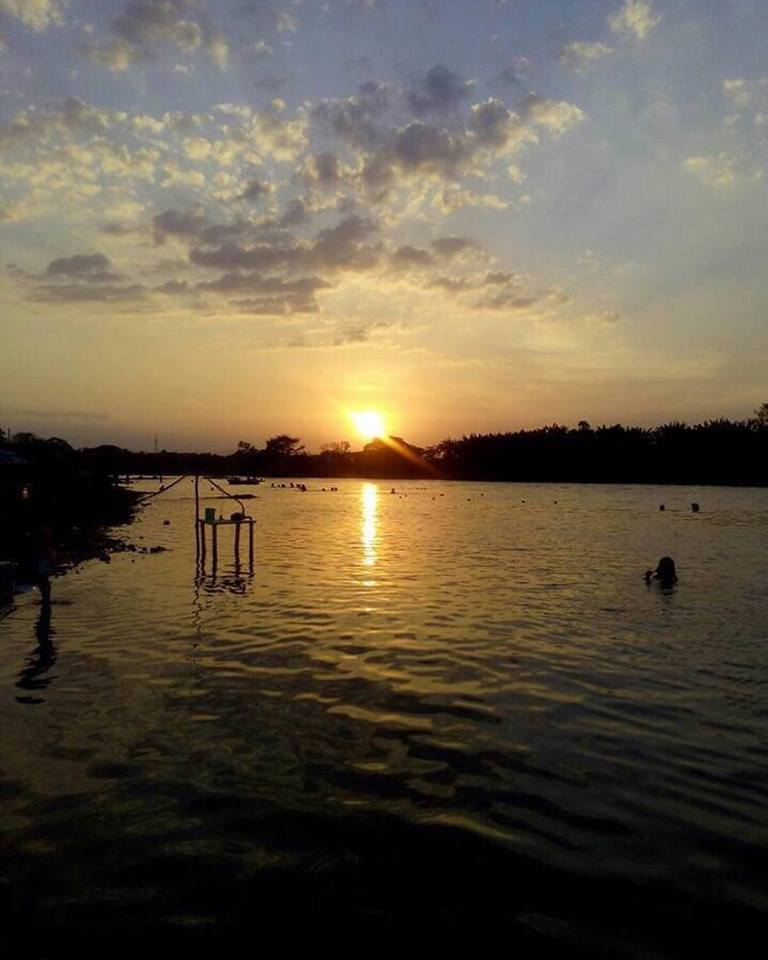
Río Tesechoacán

## Clima
Su clima es cálido-húmedo con una temperatura promedio de 27 °C; su precipitación pluvial media anual es de 2,024 mm.

### Grupos étnicos
Existen en el municipio 17,652 hablantes de lengua indígena, 8,340 hombres y 8,403 mujeres, que representa el 33.77% de la población municipal. La principal lengua indígena es el zapoteco.

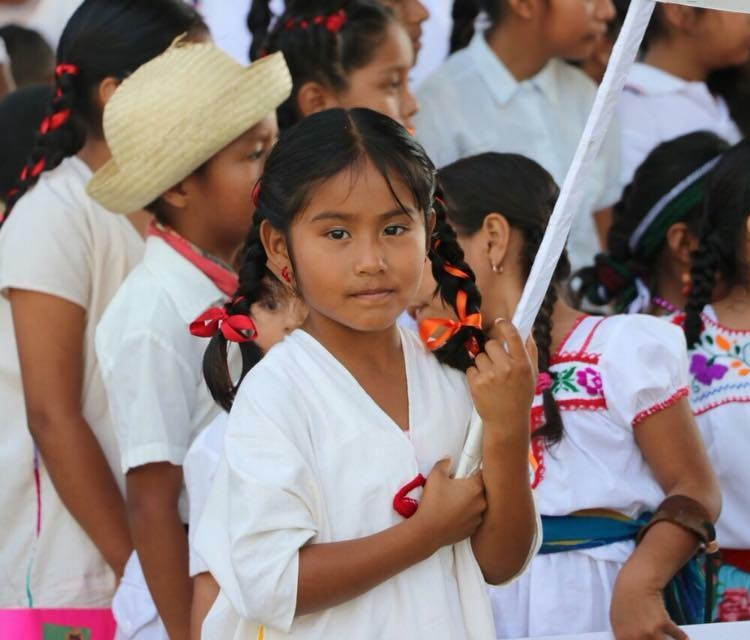
Vestimenta Zapoteca

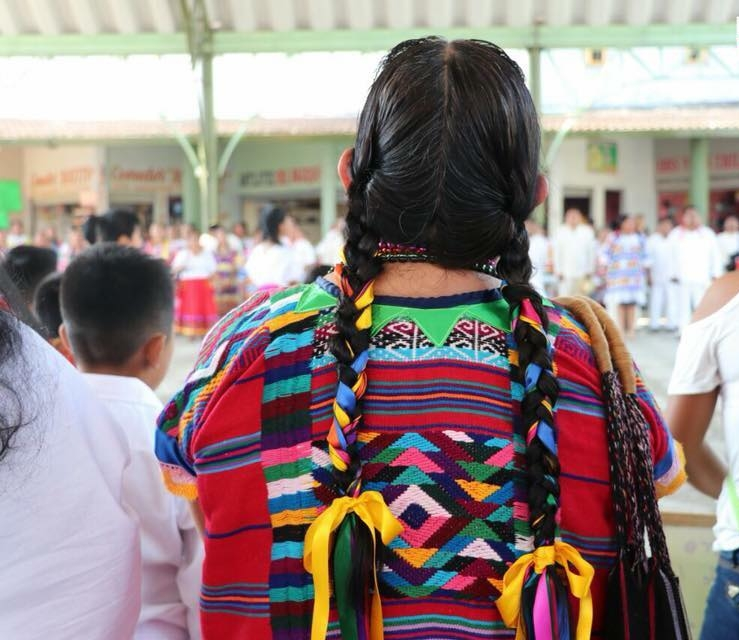
Vestimenta Mazateca

### Evolución demográfica
Municipio que tenía una población hasta el año de 1995 de 52,754 habitantes.
Se estimó al año 1996 una población de 54,680.
De acuerdo a los resultados preliminares del año 2000, la población en el municipio era de 49,445 habitantes, 23,789 hombres y 25,656 mujeres.
Posteriormente, de acuerdo a los resultados que presentó el II Conteo de Población y Vivienda del 2005, el municipio contaba con un total de 38,125 habitantes.
Finalmente, en el Censo de Población y Vivienda 2010, el municipio contaba con 40,984 habitantes, de los cuales 21,324 eran mujeres y 19,660 hombres.

## Religión

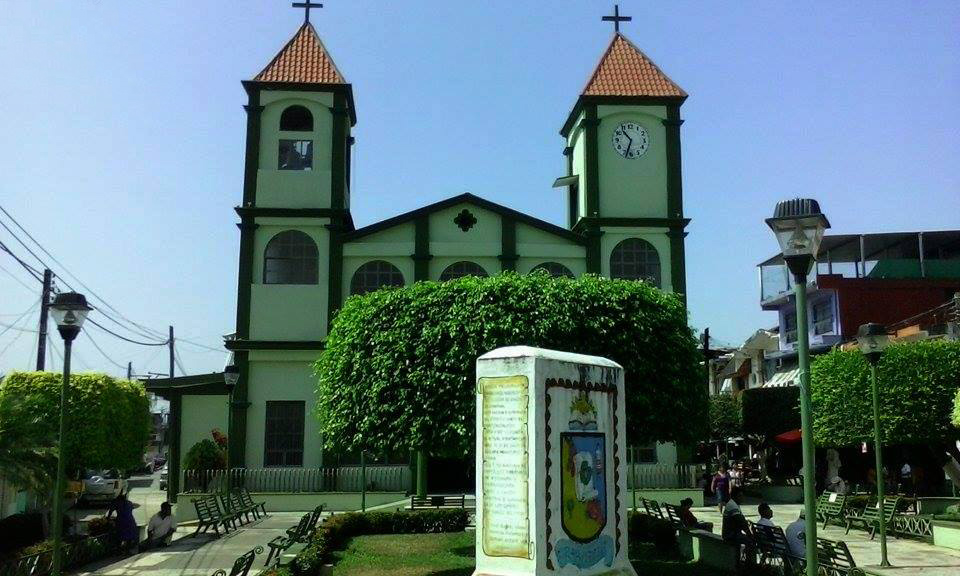
Parroquia del Sagrado Corazón de Jesús

Tiene una población total de 40,984 habitantes, que se encuentra dividida entre las siguientes religiones: católica 34,123, evangélica 3,907, otras 920 y ninguna 3,195.

## Historia
El origen de Playa Vicente es remoto; en sus inmediaciones se encontraba el pueblo de Acuezpaltepec o Huaxpaltepec, cabecera del Señorío prehispánico del mismo nombre. La cual fue visitada en el periodo de la Conquista por Bernal Díaz del Castillo.
Después de la caída de Tenochtitlan, Gonzalo de Sandoval conquistó la región (1522), y se adjudicó en encomienda a Huaxpaltepec; Nuño de Guzmán, encargado de la primera Audiencia, dio el lugar en encomienda a Rodrigo de Albornóz. A partir de 1531 fue cabecera de corregimiento, y alrededor de 1600 fue abandonado, los últimos habitantes emigraron a Mixtan.

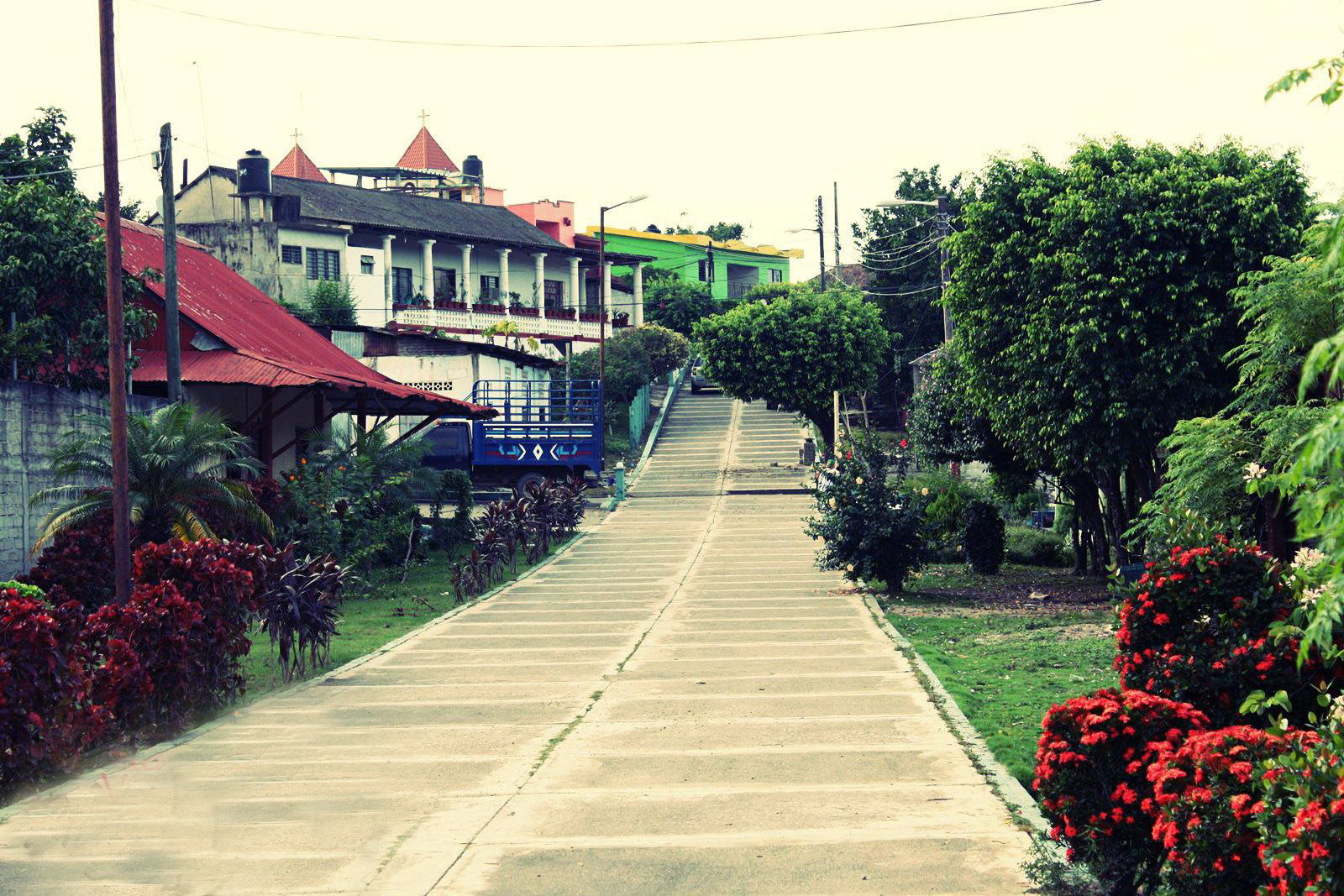
Calzada 20 de Noviembre

Entre 1737 y 1787 la Corona española otorgó permisos de monterías a su súbdito Vicente Villa, a uno de los sitios de recolección de maderas fue llamada Playa de Vicente, de donde proviene el nombre de la población.
En 8 de septiembre de 1816, durante la Guerra de Independencia, La expedición del general insurgente Manuel Mier y Terán, que se dirigía a Coatzacoalcos, es detenida y rechazada al intentar cruzar el Río Tesechoacán por las fuerzas realistas del Capitán Pedro Garrido, y ya en retirada, también, tuvo enfrentamientos con las fuerzas comandadas por Juan Topete. La intención de la expedición de Terán era tomar el puerto de Coatzacoalcos y adquirir armas necesarias para los insurgentes.
El Decreto de 2 de agosto de 1873 erigió la congregación de Playa Vicente en municipio, segregando sus tierras del Tesechoacán (hoy José Azueta) y en 1887 se le adiciona las tierras del desintegrado municipio de Xochiapan
En 1831 se creó el municipio de Tatahuicapan, que en 1880 se extinguió y sus territorios le fueron entregados a Xochiapan, este a su vez tuvo el mismo fin y los territorios se anexaron al municipio de Playa Vicente.
Por Decreto de 14 de enero de 1930, el pueblo de Playa Vicente se elevó a categoría de Villa, con la denominación de Venustiano Carranza; en 1937 por Decreto de 14 de diciembre, se restituye la denominación de Villa Playa Vicente.

### Principales Localidades
Las principales localidades son las siguientes:

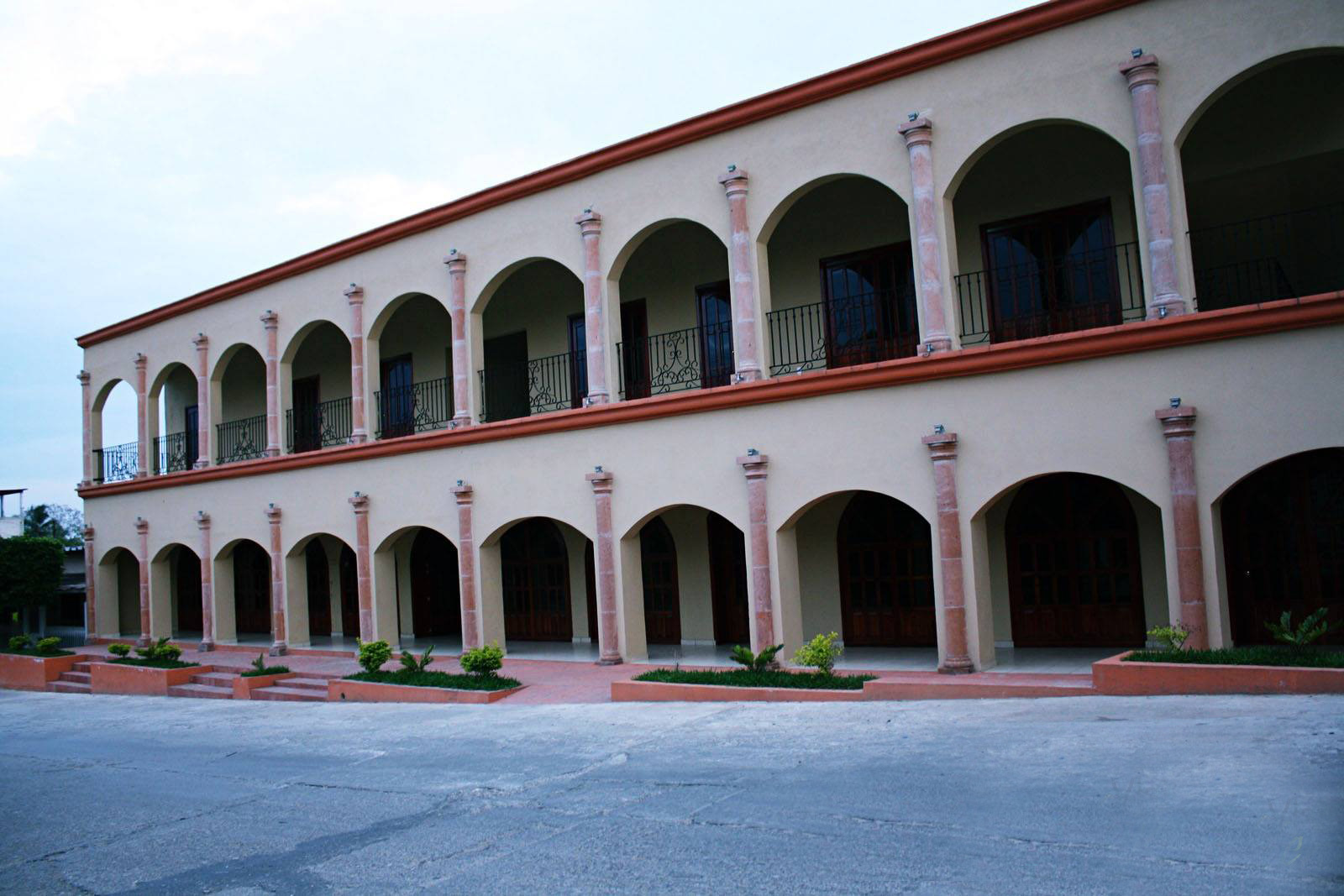
Casa de Cultura Huaxpaltepec

- Playa Vicente. Playa Vicente es la mayor población del municipio, además es su cabecera municipal por ser la sede del ayuntamiento. Posee una población de 9,083 habitantes, según el Censo de Población y Vivienda 2010 INEGI, 2010; es además la más urbanizada de las localidades y se localiza a una distancia aproximada de 45 km de la ciudad de Tuxtepec, a 150 km del puerto de Veracruz y a 250 km de Xalapa, capital del estado. Considerada la joya escondida de la Cuenca del Papaloapan, por su ubicación, pues se encuentra en los límites con el Estado de Oaxaca.

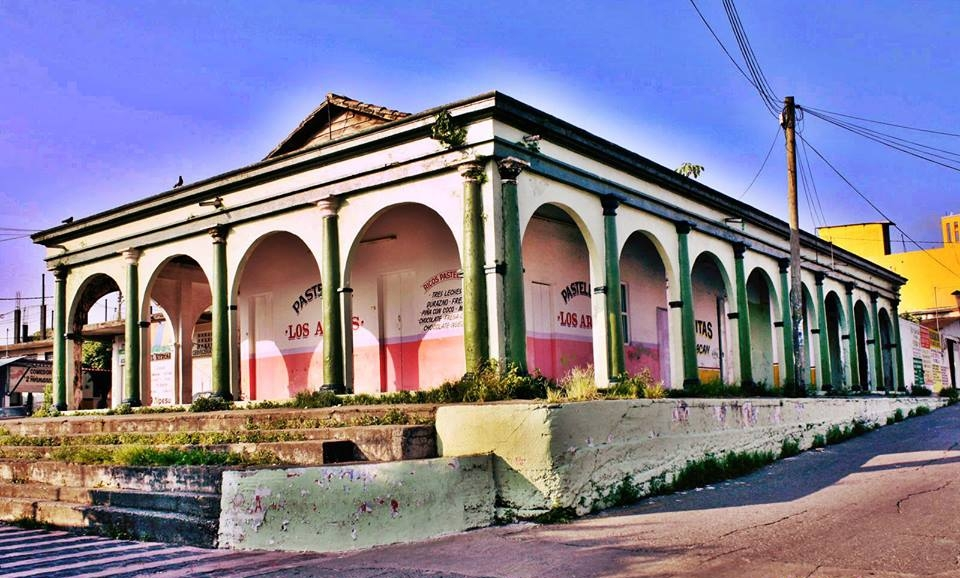
La Casa de los Arcos

- La Casa de los ArcosNuevo Ixcatlán: Es la segunda localidad más poblada del municipio, al contar con 3,770 habitantes. El término Ixcatlán proviene del náhuatl y significa <<sitio donde hay algodón>>. En la comunidad se encuentra un pequeño museo comunitario cuyos temas son arqueológicos y etnográficos. Además forma parte del reacomodo mazateco más importante en el municipio, corazón de la zona mazateca del municipio de Playa Vicente y cuna de artesanos, principalmente el bordado.

- Abasolo del Valle: Es la tercera localidad más importante del municipio al contar con 3,691 habitantes. Es una de las localidades más importantes en producción agrícola y ganadera de la región, cuenta con una extensión territorial de más de 23 mil hectáreas útiles de sembradios y pastizales, cuenta con 4 escuelas primarias, una secundaria (Modalidad Telesecundaria) y un Telebachillerato, su expo-feria ganadera es la segunda en importancia solo detrás de la de Playa Vicente y se espera una creciente explosión en producción y crecimiento gracias a ricos yacimientos de petróleo y gas natural que se encontraron en su territorio. La población en general cuenta con los servicios de telefonía, internet, parques, centros de recreación, como son canchas de fútbol, béisbol, básquet y voleibol.

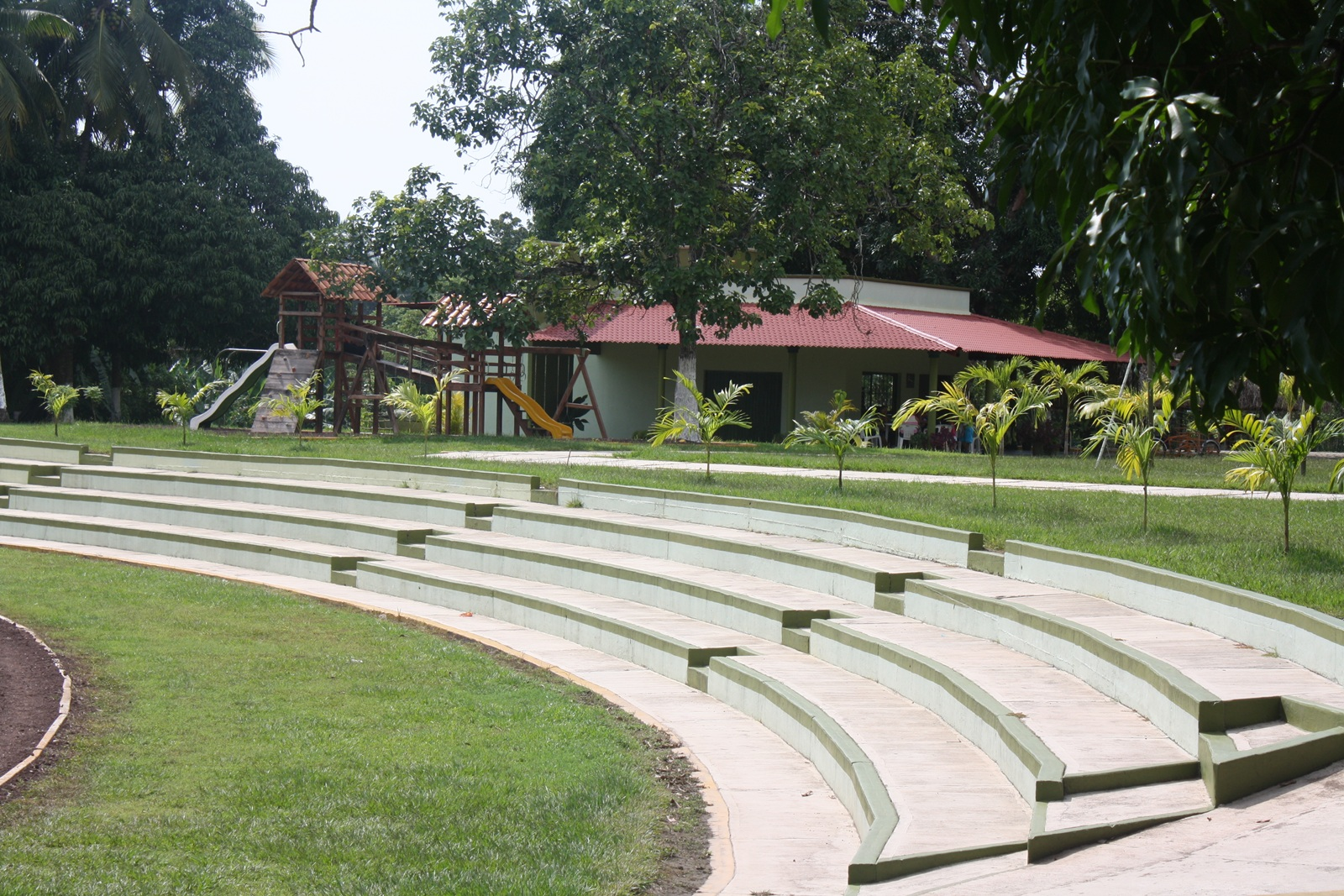
Unidad Deportiva

- Unidad DeportivaEl Nigromante: Tiene 2594 habitantes. El Nigromante está a 140 metros de altitud, además cuenta con un palacio, clínica, parque, salón de fiestas, dos jardines de niños, tres escuelas primarias (una Federal y 2 Estatales), una telesecundaria, un telebachillerato, en la música tiene cuatro grupos dos de ellos de fama regional, tres bandas filarmónicas que ejecutan música tradicional zapoteca. La comunidad cuenta con 6 iglesias. Los hombres se dedican ala agricultura y la ganadería. El 70% de la población tiene teléfonos fijos, hay cobertura celular y cuenta con Internet satelital, tiene dos cementerios, (Uno de ellos perteneciente al barrio de las cruces).

- Arenal Santa Ana: Es la quinta localidad más poblada del municipio, cuenta con 1551 habitantes, ubicada a 60 metros de altitud y muy cercana a la cabecera municipal. La principal actividad de la localidad es la ganadería y agricultura. Su ubicación la hace formar parte del corazón de la región zapoteca, colindando con las localidades de Chilapa del Carmen y El Nigromante.

## Flora

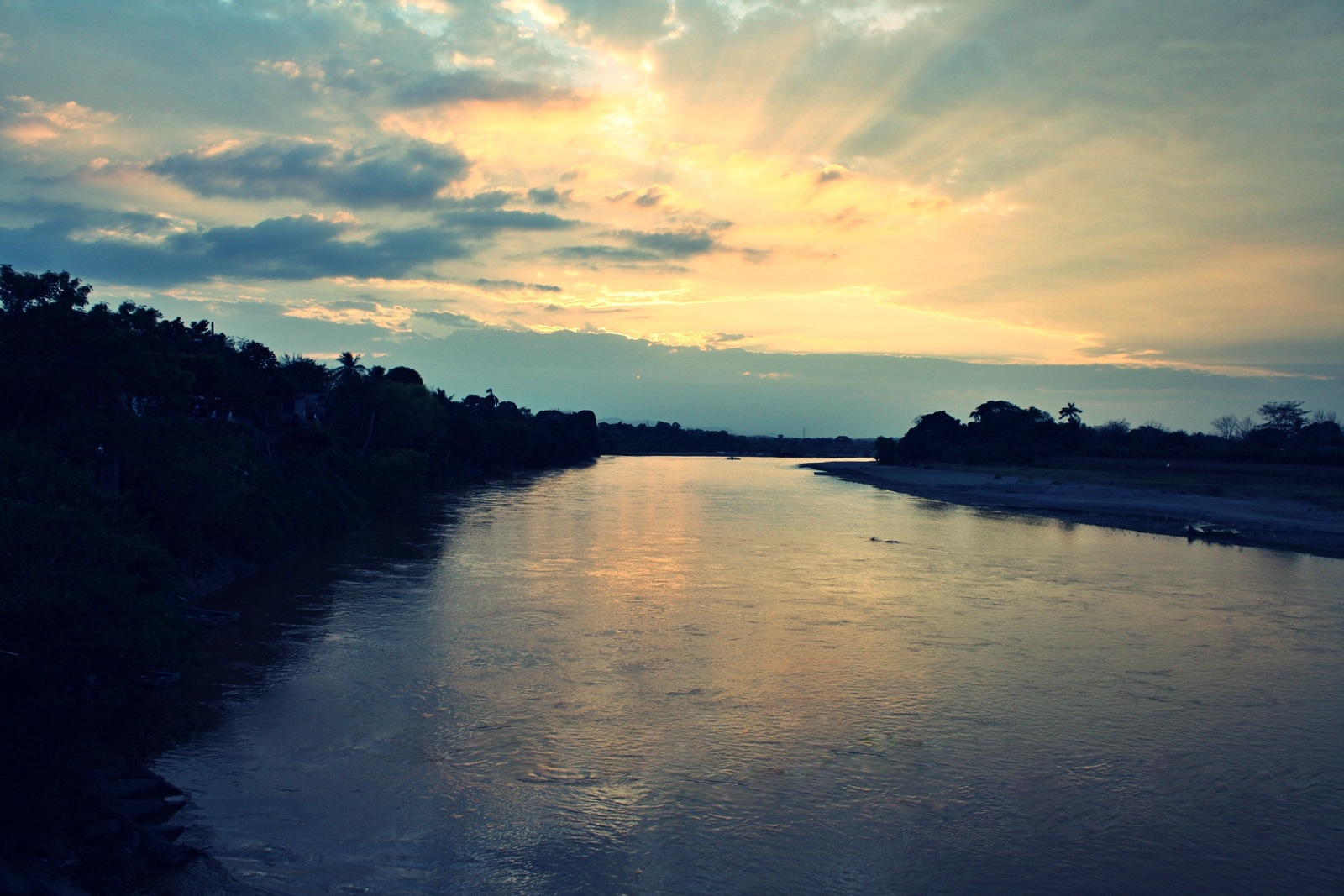
Atardecer en el Río Tesechoacán

Hay abundancia de robles, primaveras, palmeras de coyol, apompos, las higuerillas, los sauces, acacios, en menor proporción encinos. La ceiba, antes abundante, se encuentra en vías de extinción por su uso industrial para obtener triplay.
Predominan las praderas, ya casi no hay naturales, sino cultivadas, para sostén de la muy amplia ganadería.
Entre los frutales son abundantes el plátano, naranjos, mangos, cítricos en general, zapotes, papayos, almendros, guayabos, pomarrosa, jinicuil, tamarindo, entre otros.
Además, existen plantaciones de ciclo anual e importancia económica, como maíz, frijol, chile, arroz, etc.

## Fauna
Los animales domesticados de mayor abundancia, base de la vida económica del municipio, son los bovinos; pero abunda el cerdo, los borregos y chivos, aves de corral y de granja. También, caballos, burros y mulas, utilizados en la actividad ganadera.
Respecto a la fauna silvestre, ésta comprende solo especies menores, como son: el tepexcuintle, armadillo, iguanas, garzas, conejos, tuzas, tlacuaches, ardillas. Ocasionalmente aparece algún mazate o tigrillo, Brazo Fuerte(oso hormiguero), pero ya no jabalí ni tapir, ni lagartos de anterior existencia.
Hay abundancia de reptiles, venenosos e inofensivos.

## Fiestas, tradiciones y danzas
Toda la gran diversidad de manifestaciones culturales autóctonas (indígenas y mestizas) logran su difusión a través del siguiente calendario.
2 de febrero: Fiesta de la Virgen de la Candelaria (festejo con danzas, banda de viento, jaripeo, toreadas, baile popular)
25 de febrero: Nuevo Ixcatlán Fiesta de la Fundación con Danzas, bandas de viento, fandango, exposiciones, bailes populares y juegos mecánicos.
Marzo: Semana Santa (fecha variable) con banda, festejos religiosos y bailes populares.
Marzo 19 - 21: "Lealtad de Muñoz" Fiestas conmemorativas de la creación de "La Colonia" Exposición Ganadera, Música Regional, Actividades Culturales y Religiosas
Nuevo Raya Caracol: con procesiones, bandas, jaripeos, toros y bailes populares.
Nuevo Cosolapa Sarmiento: Procesiones que terminan en crucifixión, danzas, bandas y bailes populares.
Abril - mayo: 27, 28 y 29 El Nigromante: encuentro de bandas y danzas autóctonas “ Saltimbanquis”, bailes populares, mayordomía.
Noviembre 20-24 El Nigromante: Fiesta Patronal caracterizada por ser la más célebre del pueblo, con grandes representaciones artísticas de talla nacional e internacional, encuentro de diferentes bandas algunas del estado de Oaxaca, extensa variedad de comida, danzas, jaripeos y entretenimiento familiar.
Exposición Agrícola, Ganadera, Comercial y Carnaval
Actividades culturales

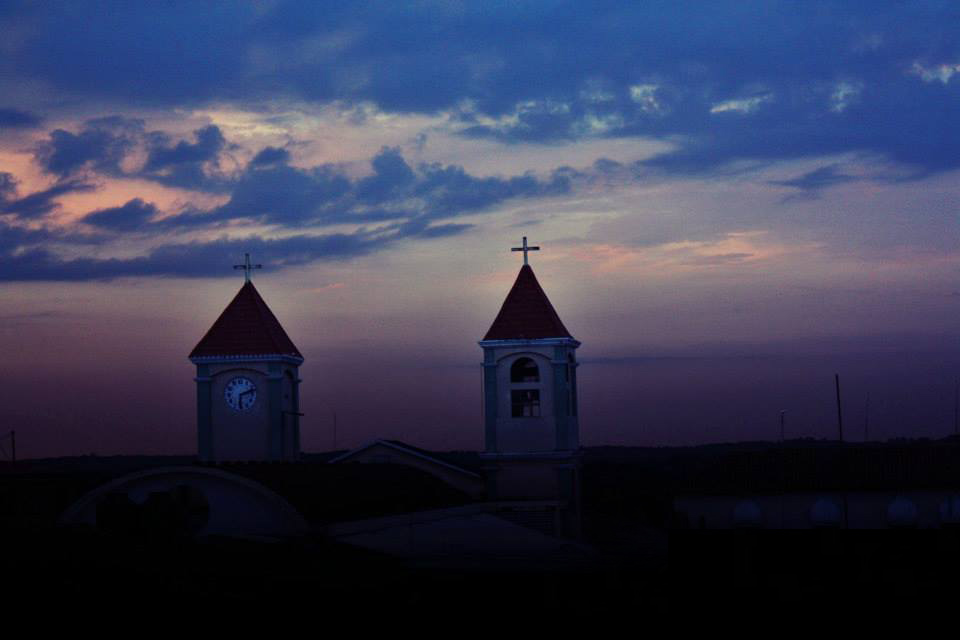
Atardecer en Playa Vicente

18-21 de marzo: Fiestas del Santo patrono San Jóse, en Abasolo del valle
Festival de Son indígena y mestizo, exposición de Artesanías; bailes populares; Desfile de Carros Alegóricos, Juegos Mecánicos.
Día 15 Nuevo Ixcatlán: Fiestas de San Isidro con toreadas, jaripeos, procesiones, bandas, danzas, fandango y bailes populares.
Junio: Día 6 El Zapotal: Fiestas de la Santísima Trinidad con bandas, danzas, torneos deportivos, bailes populares.
Días 28 y 29 Arroyo Zacate: Fiestas de San Pedro.
Julio: Festival del Tesechoacán, música tradicional de todo el país, pintura, teatro, Son Jarocho, Fandango, libros.
Día 15 Chilapa del Carmen, Fiesta de la Virgen del Carmen
Agosto: Día 2 en Playa Vicente Aniversario de la Creación del Municipio Libre.
Septiembre: Día 15 y 16 Ceremonia del Grito de la Independencia con juegos pirotécnicos y bailes populares.
Octubre: Día 2 Foro Estudiantil “Mártires de Tlatelolco”
Octubre: día 31 Aniversario del ballet folclórico Tepochcalli (10 aniversario)
Noviembre: 1 y 2 día de todos Santos con danza de muertos TOXO - HO, altares.
Diciembre: el 12 fiestas de la Virgen de Guadalupe, el 16 inicio de posadas y el 31 fiesta de fin de año.

## Música

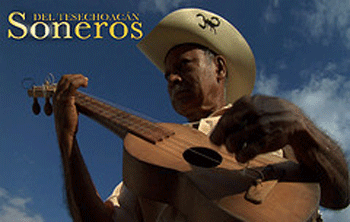
Soneros del Tesechoacán

Música del Estado de Veracruz
Jarocha (zona mestiza)
Música del Estado de Oaxaca
Bandas de Viento (zona Indígena)

## Artesanías
Cestería en la comunidad zapoteca de Arroyo Zacate y bordados en la región mazateca de Nuevo Ixcatlán.

## Gastronomía

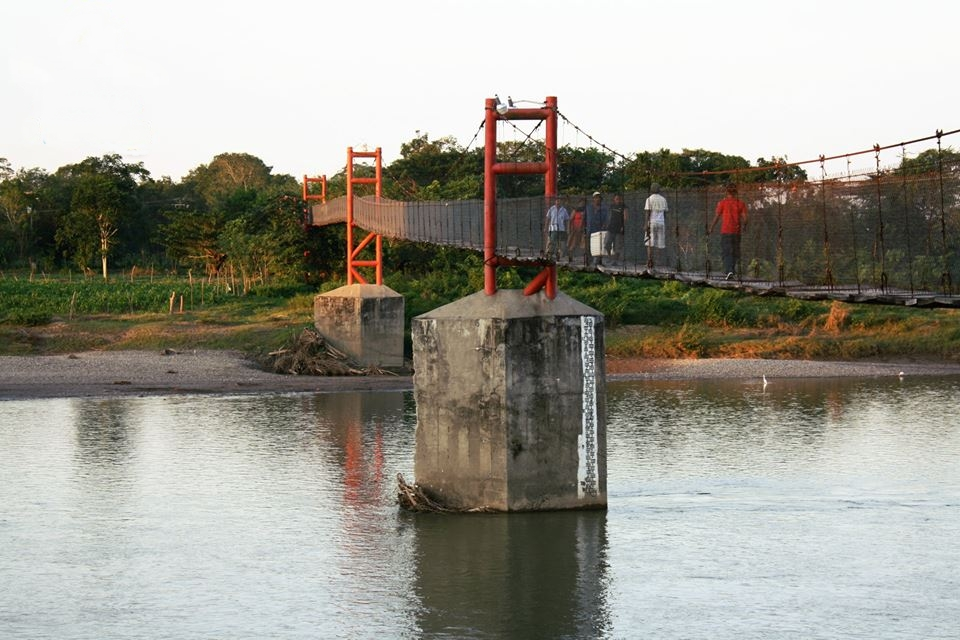
Puente colgante Carlos Castillo Peraza

Zona Mestiza: Las Chancletas: Es una especie de tamal de masa envuelto en hoja de plátano que se come durante todo el año pero básicamente los días, 2 de febrero, Día de la Candelaria, día en el cual los que obtuvieron a los niños de la rosca de Reyes pagan su deuda, y en las festividades del Día de Muertos.
Zona Zapoteca: El tradicional caldo de fiesta con res y bolitas de masa llamadas Patas de Burro.
Zona Chinanteca: Mole Amarillo con res, pollo y cerdo, bastante picoso.
Zona Mazateca: Tamal de Yuca, Mole de Yuca, Tamal Cabeza de Tigre y Pilte de Pescado.

## Centros turísticos
Las playas del río Tesechoacán, mejor conocidas como Playa Azul, ubicada debajo del puente colgante que conecta con La Candelaria y La Playa La Pisa, la más grande y concurrida del municipio, llamada así por la extracción de materiales pétreos, cómo arena, piedra y grava.

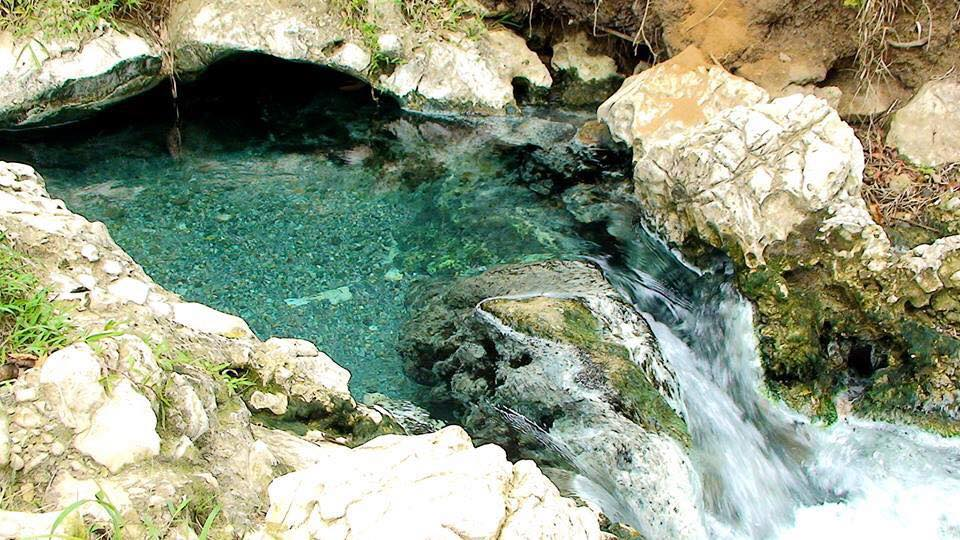
"El Azufre", Arroyo Zacate

Las aguas sulfurosas de Arroyo Zacate, conocidas como El Azufre, además de su arroyo 
Centro Recreativo La Cabaña, ubicado en la col. La Guadalupe
Salón Las Albercas, en el centro de Playa Vicente 
Restaurante Providencia, cuenta con alberca, ubicado en Miguel López
El Arroyo y nacimiento en la localidad de El Nigromante, conocido como Huatulco, llamado irónicamente así por su belleza
La playa de San Gabriel y el arroyo de Tomate Río Manso
El Arroyo de Zanja de Caña, cuenta con un nacimiento de agua
Las playas en el Puente Las Yaguas, ubicadas en La Victoria
El Arroyo de La Nueva Era
Las playas del Río Lalana, en la zona mazateca de Playa Vicente: Nuevo Ixcatlán, Nuevo San Martín, Nuevo Raya Caracol
El Arroyo Dehesa, ubicado en la localidad del mismo nombre
El Arroyo San Pedro, ubicado en la localidad del mismo nombre
El Arroyo de la Col. Guadalupe Victoria, cerca de Abasolo del Valle
La michoacna🫦
La unidad